# Поддуб’я (Маловішерський район)
Поддуб’я (рос. Поддубье) — присілок у Маловішерському районі Новгородської області Російської Федерації.
Населення становить 4 особи. Належить до муніципального утворення Маловішерське міське поселення.

## Історія
До 1927 року населений пункт перебував у складі Новгородської губернії. У 1927-1944 роках перебував у складі Ленінградської області.
Орган місцевого самоврядування від 2010 року — Маловішерське міське поселення.

## Населення
| 2010 |
| ---- |
| 4    |